# ایگوانای کوبایی
ایگوانای کوبایی (نام علمی: Cyclura nubila) نام یک گونه از تیره ایگوآنایان است.